# Olesno
Olesno (polsky též Oleśno, německy Rosenberg in Oberschlesien) je město v jižním Polsku v Opolském vojvodství, sídlo okresu Olesno. Leží na historickém území Horního Slezska na řece Stobravě (pravém přítoku Odry) mezi Lublincem a Kluczborkem. V roce 2024 zde žilo 9 507 obyvatel, z toho necelou pětinu tvoří občané německé národnosti (19,3 % podle sčítání lidu 2011).

## Dějiny

Mapa města z roku 1927

První písemná zmínka o městečku pochází z roku 1226. Jako součást Opolského knížectví patřilo do roku 1742 zemím Koruny české, respektive Habsburské monarchii. Po první slezské válce připadlo Prusku a do konce druhé světové války leželo na území německého státu (Německého císařství, Výmarské republiky, Třetí říše). V roce 1945 bylo spolu s většinou Horního Slezska přičleněno k socialistickému Polsku.
Již od roku 1743 má status okresního města – dříve v rámci německé provincie Slezsko a vládního obvodu Opolí, po válce v Opolském vojvodství. Jen v letech 1975–1998, kdy byla v platnosti správní reforma zavádějící 49 malých krajů, spadalo pod Čenstochovské vojvodství.
Podle sčítání lidu z roku 1910 žilo v Olesnu 5 742 obyvatel, z toho 66 % německojazyčných a 32,9 % polskojazyčných (k polskému jazyku se řadilo i hornoslezské nářečí, dále zvláštní kategorii představovali „dvoujazyční”, již tvořili 11,3 % obyvatelstva. Po druhé světové válce nebyl zde proveden plošný odsun původního obyvatelstva, proto se město stalo jednou z bašt německé menšiny v současném Polsku.
Mezi nejtemnější kapitoly v dějinách Olesna patří období mezi 20. až 25. ledna 1945, kdy město bylo – po obsazení bez boje – vypáleno a zplundrováno Rudou armádou. Zničeno nebo poškozeno bylo dokonce 75 % zástavby, včetně historických památek v centru.

## Památky
- Dřevěné poutní kostely svaté Anny (1510) a svatého Rocha (1710, v místní části Grodzisko)
- Evangelický kostel Kristova kříže z roku 1853 v areálu městského parku
- Katolický farní kostel Božího Těla postavený v novobarokním slohu letech 1909–1913
- Hlavní náměstí (Rynek):
  - Klasicistní radnice z roku 1821
  - Morový sloup se sochou Panny Marie z roku 1697
  - Socha svatého Jana Nepomuckého z roku 1753
- Pozůstatky středověkých hradeb v ulici Lompy
- Židovský hřbitov; nejstarší hrob pochází z roku 1821, dochovala se i obřadní síň z roku 1868

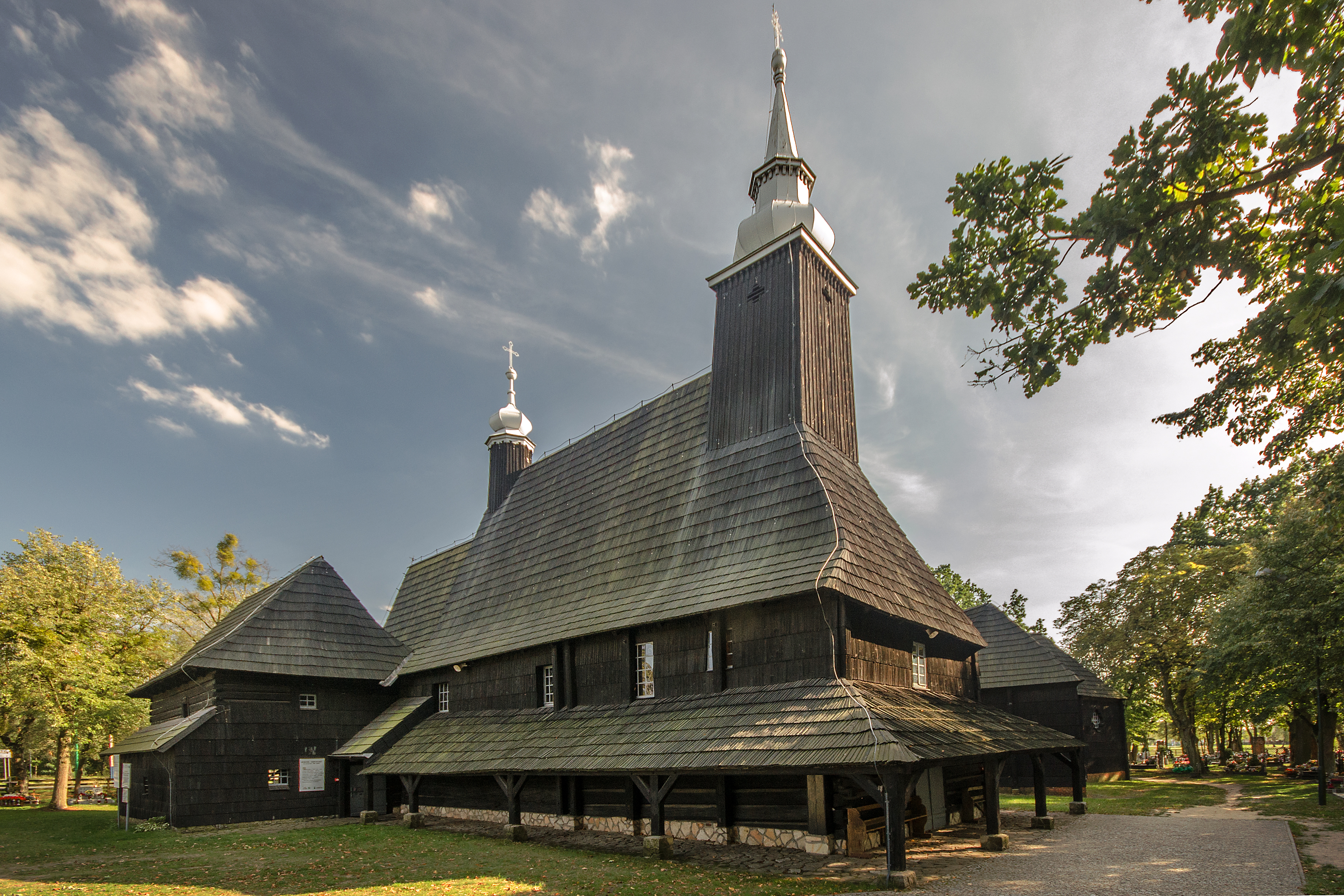
Poutní kostel svaté Anny
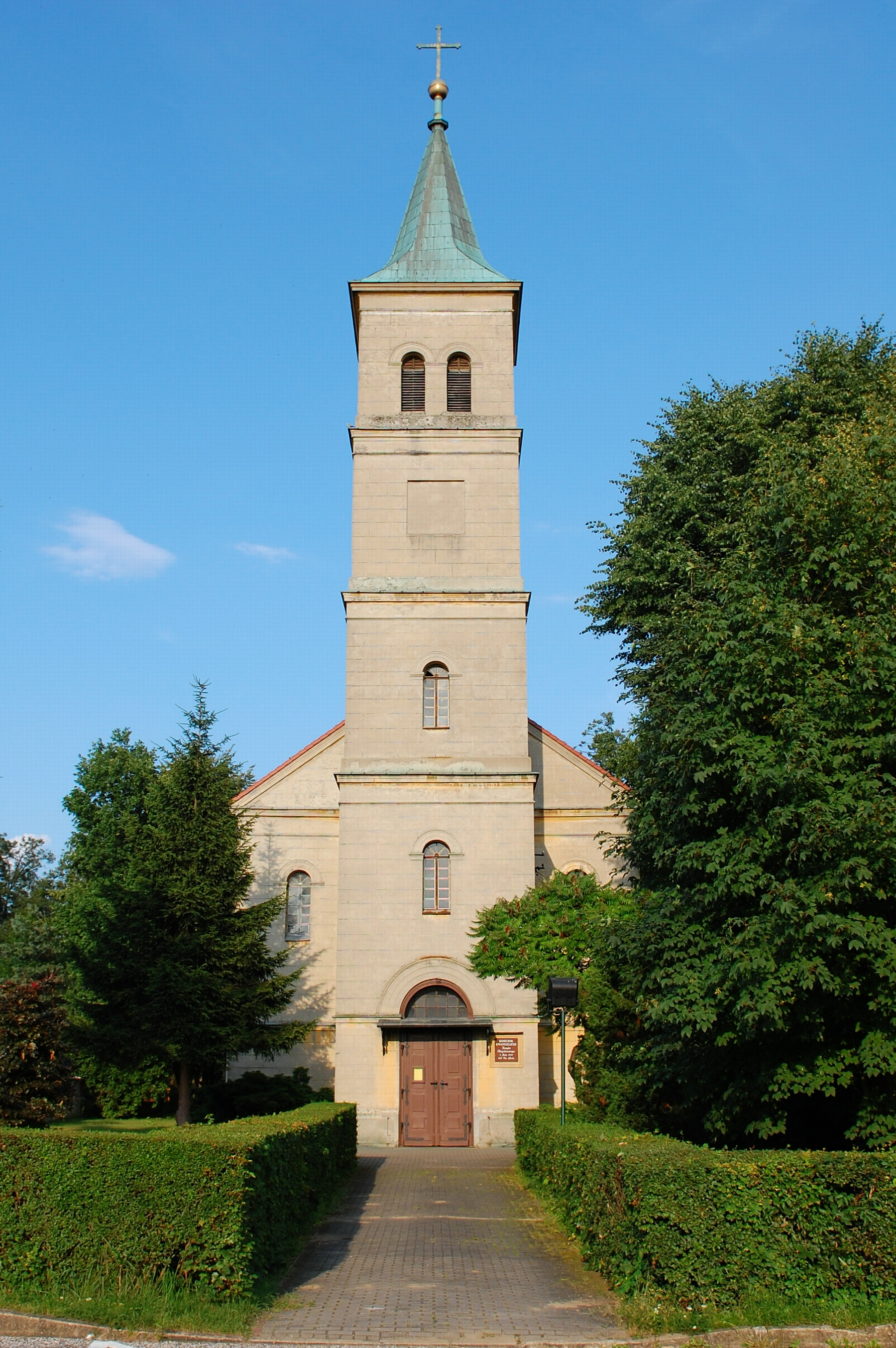
Kostel Kristova kříže
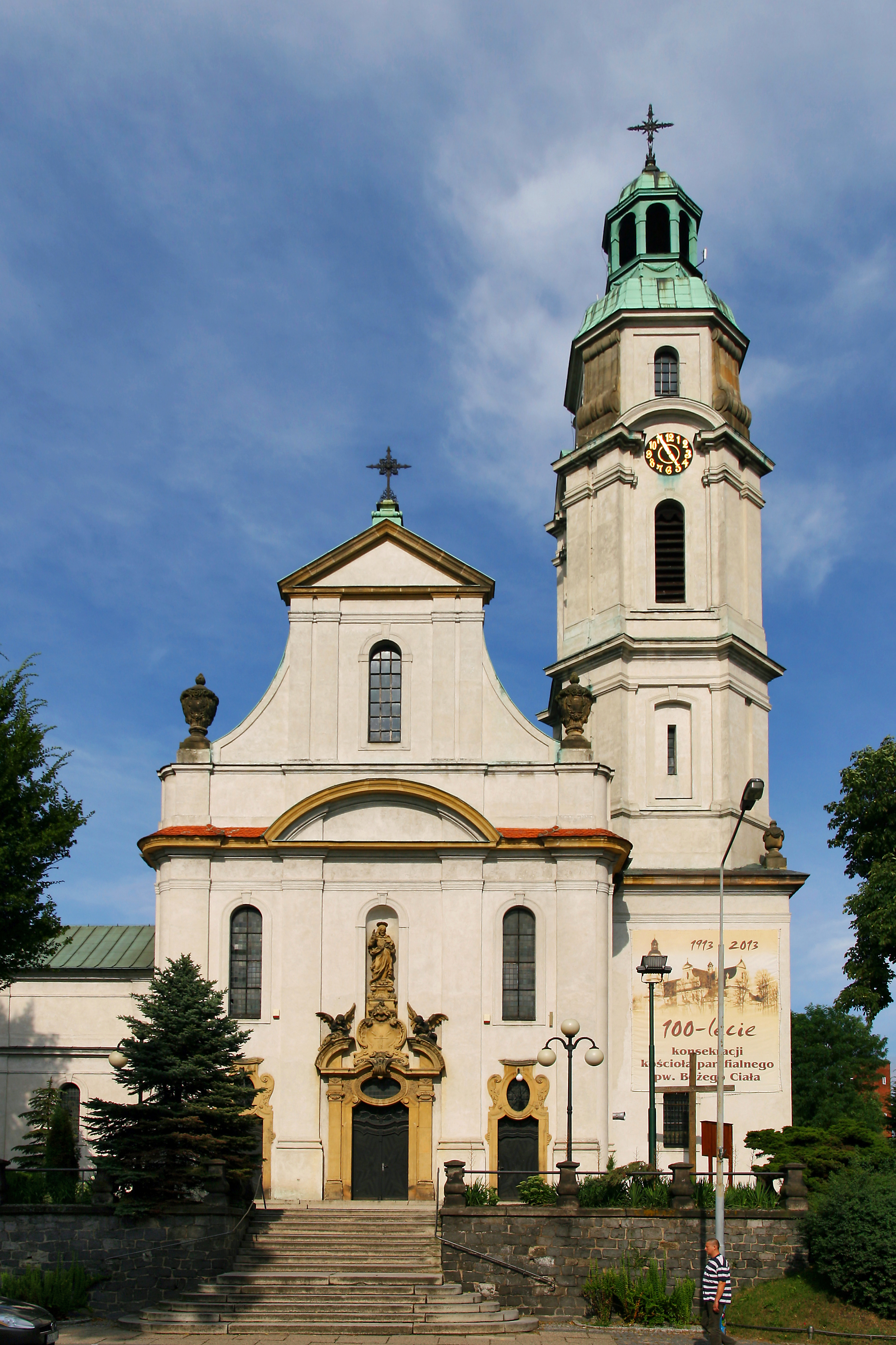
Kostel Božího Těla
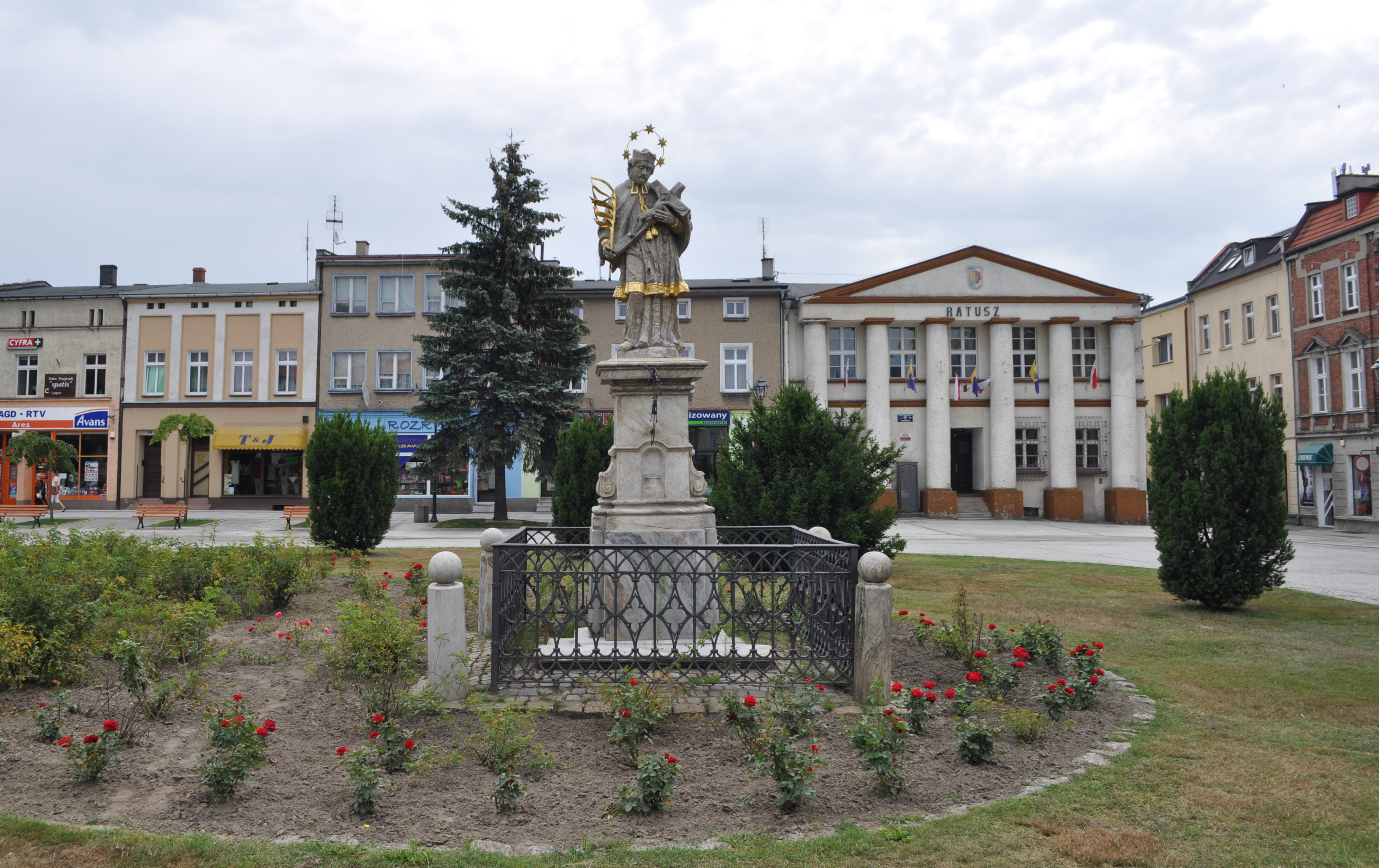
Rynek: socha Jana Nepomuckého a radnice
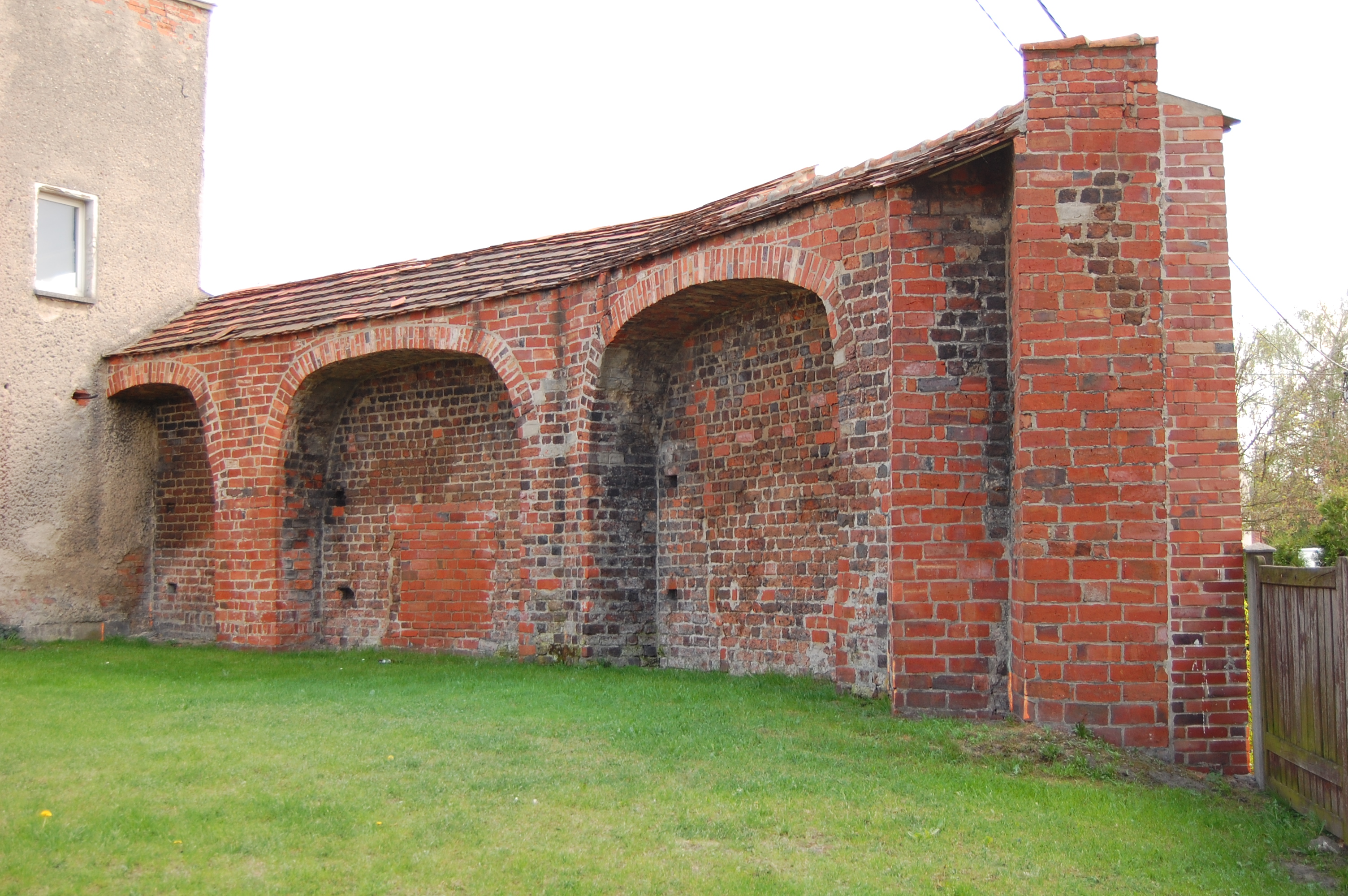
Městské hradby
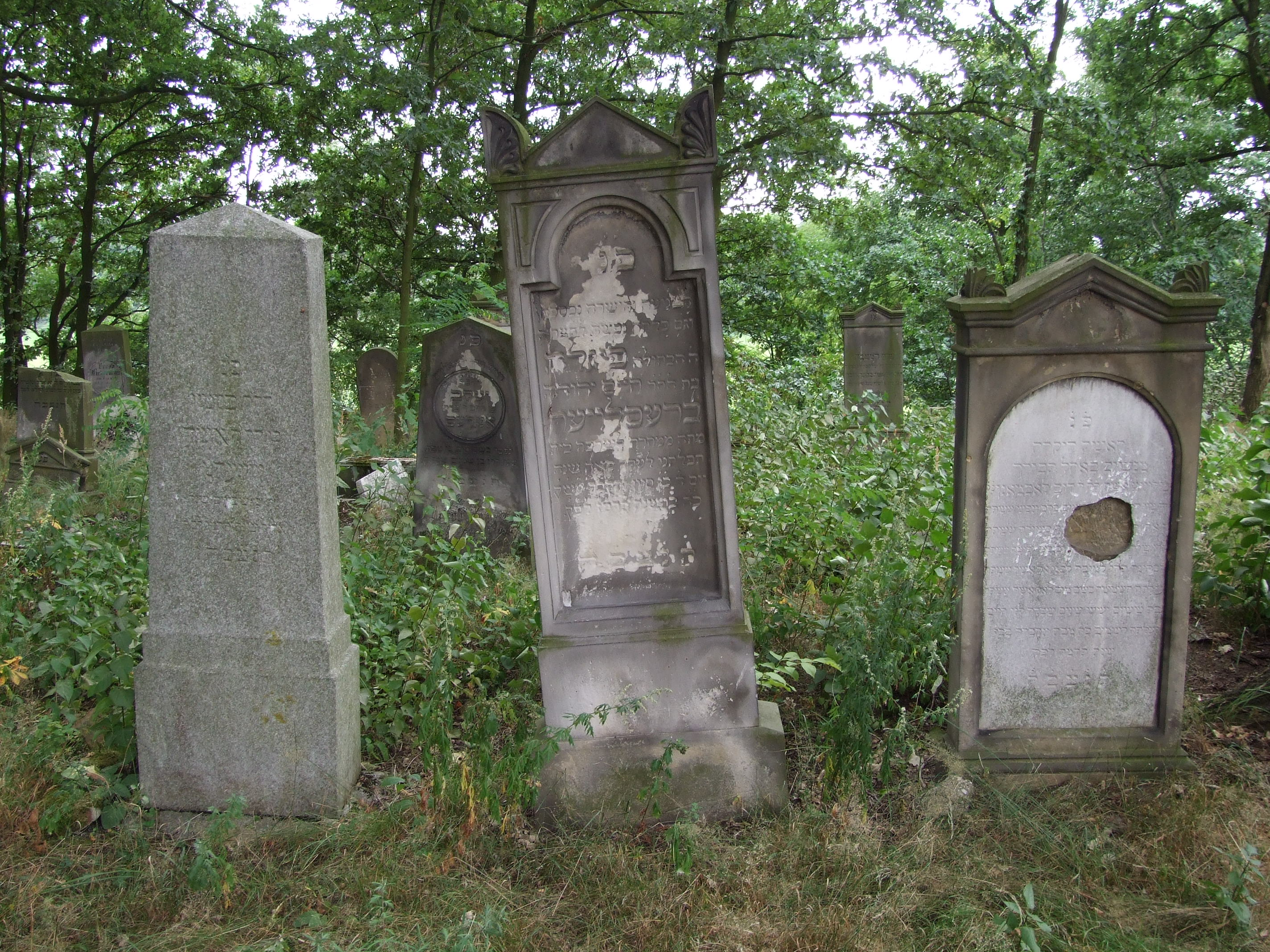
Židovský hřbitov

## Doprava

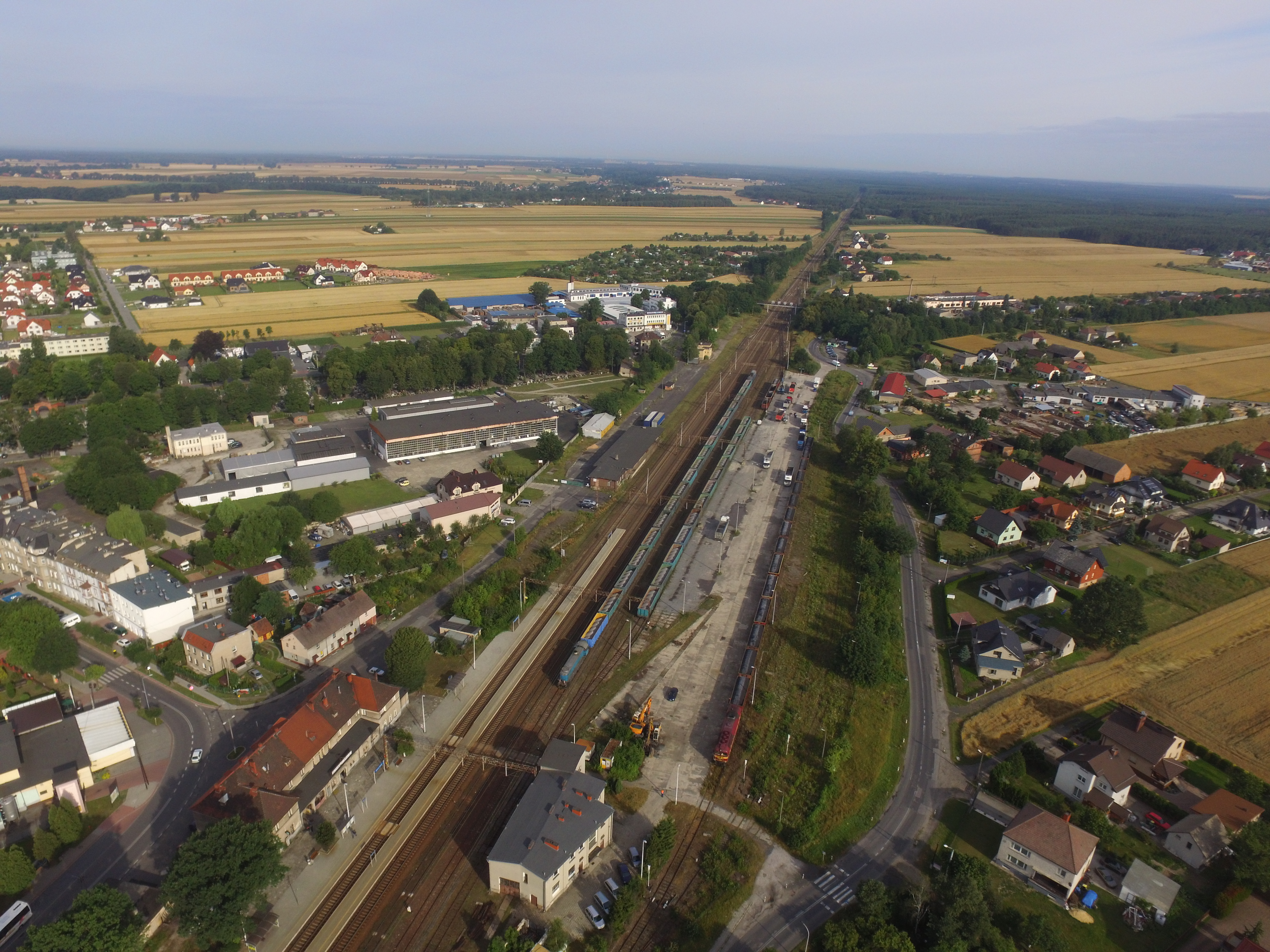
Letecký pohled na nádraží a železniční trať ve směru Poznaň

Městem prochází národní silnice (droga krajowa) č. 11 z Bytomi do Poznaně a Kolobřehu, a také železniční trať Katovice–Poznaň. Ve stanici Olesno Śląskie (Slezské Olesno) staví jak regionální vlaky společnosti Koleje Śląskie (Slezské dráhy), tak rychlíky mířící ze směru Katovice na sever Polska.

## Partnerská města
- Arnsberg, Německo
- Jezdkovice, Česko
- Otice, Česko
- Zalakaros, Maďarsko
- Zbyslavice, Česko